# Меконопсис
Меконо́псис (лат. Meconópsis) — род многолетних травянистых растений семейства Маковые.

## Распространение и экология
Род имеет разорванный ареал и насчитывает около 54 видов . Один вид — Meconopsis cambrica — произрастает в Англии, Уэльсе и Ирландии; остальные виды распространены в Гималаях,  из которых 23 эндемичных в Китае.

## Ботаническое описание

### Вегетативные характеристики
Однолетние, или монокарпические, или многолетние, часто колючие травянистые растения. Части растения выделяют жёлтый млечный сок. Монокарпические виды имеют или утолщенный стержневой корень с придаточными корешками или мочковатую корневую систему. Многолетние виды образуют корневища. 
Если присутствует заметный стебель, он может быть ветвистым и листовидным, опушенным, щетинисто-волосистым или голым.
Стеблевые листья очередные и спирально расположены на стебле и/или собраны в базальной розетке. Листовая пластинка от простой до перисто-лопастной. Края листьев гладкие или зубчатые. Поверхность листьев от голой до щетинисто-волосистой.

### Соцветия и цветы
Соцветие одиночное, кистевидное, псевдокистевидное или кистевидное. Цветки часто крупные, эффектные, голубые, жёлтые или пурпурно-красные. Чашелистики по 2 (-4), обычно опадающие, створчатые. Лепестков 4 (часто от 5 до 10), свободных, от обратнояйцевидных до широкояйцевидных. Тычинки многочисленные, многорядные; филамент нитевидный; пыльники часто продолговатые. Плодолистики многочисленные, сросшиеся, верхние, с одногнездной, от эллипсоидной до почти шаровидной завязи; семязачатков много на париетальных плацентах, вдающихся в яичник; стиль отчетливый, часто короткий; лучей рыльца 5–6, расходятся и образуют шаровидную массу над завязью.
Пыльники часто удлиненные. 

### Плоды и семена
Коробочка яйцевидная, продолговатая, булавовидная или цилиндрическая, одногнездная, растрескивающаяся короткими щелями на верхушке или иногда расщепляющаяся почти до основания плода. Семена многочисленные, мелкие, морщинистые.
Коробочки имеют от трех до двенадцати (-18) плодовых отделений, сегменты которых слегка лопастные или раскрываются от верхушки к основанию на треть длины или более. Семена яйцевидные, почковидные, серповидно-удлиненные или продолговатые, гладкие или продольно вогнутые[2].

## Значение и применение
Meconopsis grandis — национальный цветок Бутана.
Цветки меконопсисов имеют разнообразную окраску, благодаря чему культивируются как садовые растения.

## Виды
По информации базы данных The Plant List, род включает 45 видов:
- Meconopsis aculeata Royle — Меконопсис шиповатый
- Meconopsis argemonantha Prain
- Meconopsis barbiseta C.Y.Wu & H.Chuang ex L.H.Zhou
- Meconopsis bella Prain
- Meconopsis betonicifolia Franch. — Меконопсис буквицелистный
- Meconopsis chelidoniifolia Bureau & Franch. — Меконопсис чистотелолистный
- Meconopsis concinna Prain
- Meconopsis delavayi (Franch.) Franch. ex Prain
- Meconopsis discigera Prain
- Meconopsis florindae Kingdon-Ward
- Meconopsis forrestii Prain
- Meconopsis georgei G.Taylor
- Meconopsis gracilipes G.Taylor
- Meconopsis grandis Prain
- Meconopsis henrici Bureau & Franch.
- Meconopsis horridula Hook.f. & Thomson
- Meconopsis impedita Prain
- Meconopsis integrifolia (Maxim.) Franch. — Меконопсис цельнолистный
- Meconopsis lancifolia (Franch.) Franch. ex Prain
- Meconopsis latifolia (Prain) Prain
- Meconopsis lyrata (H.A.Cummins & Prain) Fedde ex Prain
- Meconopsis oliveriana Franch. & Prain ex Prain
- Meconopsis paniculata (D.Don) Prain
- Meconopsis pinnatifolia C.Y.Wu & H.Chuang ex L.H.Zhou
- Meconopsis prattii (Prain) Prain
- Meconopsis primulina Prain
- Meconopsis pseudohorridula C.Y.Wu & H.Chuang
- Meconopsis pseudointegrifolia Prain
- Meconopsis pseudovenusta G.Taylor
- Meconopsis punicea Maxim. — Меконопсис пурпурный
- Meconopsis quintuplinervia Regel
- Meconopsis racemosa Maxim.
- Meconopsis rudis (Prain) Prain
- Meconopsis simplicifolia (D.Don) Walp.
- Meconopsis sinomaculata Grey-Wilson — Меконопсис китайский пятнистый
- Meconopsis smithiana (Hand.-Mazz.) G.Taylor ex Hand.-Mazz.
- Meconopsis speciosa Prain
- Meconopsis superba King ex Prain (uk)
- Meconopsis tibetica Grey-Wilson
- Meconopsis torquata Prain
- Meconopsis venusta Prain
- Meconopsis violacea Kingdon-Ward
- Meconopsis wilsonii Grey-Wilson
- Meconopsis wumungensis K.M.Feng & H.Chuang
- Meconopsis zangnanensis L.H.Zhou